# Banneick
Banneick ist ein Ortsteil der Stadt Lüchow (Wendland) im niedersächsischen Landkreis Lüchow-Dannenberg. Das Dorf liegt drei Kilometer südlich vom Kernbereich von Lüchow und westlich der B 248.

## Geschichte
Am 1. Juli 1972 wurde Banneick in die Kreisstadt Lüchow eingegliedert.